# Лев Касил
Лев Абрамович Касил е руски съветски детски писател и учен.
Член-коресподент на Академията на педагогическите науки на СССР от 1965 г. Носител на Държавна награда през 1951 г.

## Творчество
- „Кондуит“ – 1930 г.
- „Швамбрания“ – 1933 г.
- „Вратарят на републиката“ – 1938 г.
- „Скъпи мои момчета“ – 1944 г.
- „Улицата на по-малкия син“ – 1949 г.
- „Чашата на гладиатора“ – 1961 г.